# Municipio de Andrijevica
El Municipio de Andrijevica (en serbio: Општина Андријевица) es uno de los veintitrés municipios en los que se encuentra dividida la República de Montenegro. Su capital y localidad más importante es Andrijevica.

## Geografía
El municipio se encuentra situado en la zona noreste de la República de Montenegro y limita al norte con el Municipio de Berane, al sur con Albania y el Municipio de Podgorica, al este con el Municipio de Plav y al oeste con el Municipio de Kolašin.

## Demografía
Según el censo del 2011 en el municipio habitan un total de 5.071 personas, de las cuales 1.073 viven en Andrijevica, localidad más poblada del municipio. La siguiente localidad por población es Slatina, que cuenta con 405 habitantes. El 87% de la población del municipio declara como lengua madre el idioma serbio, mientras el 65.08% de la población se declara propiamente de la etnia serbia y el 23.1% de la etnia montenegrina.